# Maleise lijstergaai
De Maleise lijstergaai (Trochalopteron peninsulae; synoniem: Garrulax peninsulae) is een zangvogel uit de familie Leiothrichidae.

## Verspreiding en leefgebied
Deze soort komt voor in zuidelijk Thailand en Maleisië.

## Status
De grootte van de populatie is niet gekwantificeerd maar de soort wordt omschreven als algemeen. Op de Rode lijst van de IUCN heeft deze soort de status niet bedreigd.